# Klemmen
Klemmen är en sjö i Skara kommun i Västergötland och ingår i Göta älvs huvudavrinningsområde. Klemmen ligger i Höjentorp-Drottningkullen Natura 2000-område. Klemmen ligger vid sydspetsen av den betydligt större sjön Skärvalången och sjöarna separeras endast av en smal landtunga. I Klemmen finns en övervakningsstation för vattenkvalité.